# Phaneroctena
Phaneroctena is een geslacht van vlinders van de familie grasmineermotten (Elachistidae), uit de onderfamilie Cosmopteriginae.

## Soorten
- P. homopsara Turner, 1923
- P. pentasticta Turner, 1923
- P. spodopasta Turner, 1923